# Longyearbyen
Longyearbyen je največje naselje in upravno središče Svalbarda na Norveškem. Leta 2008 je v mestu živelo 2040 prebivalcev. 
Longyearbyen se nahaja v dolini Longyeardalen in na obali Adventfjorden v zalivu Isfjorden, ki se nahaja na zahodni obali Svalbarda. Od leta 2002 je Longyearbyenški svet skupnosti imel veliko enakih pristojnosti občine, vključno javnih gospodarskih služb, izobraževanja, kulturnih ustanovah, gasilcev, ceste in pristanišča. Mesto je sedež guvernerja Svalbarda. Logyearbven je na svetu najsevernejše mesto in najsevernejše naselje z več kot 1000 stalnih prebivalcev.
Mesto je ustanovil John Munro Longyear, katerega podjetje Arctic Coal Company je začelo delovati na Svalbardu leta 1906. Poslovanje je prevzel Store Norske Spitsbergen Kulkompani (SNSK) leta 1916, ki še vedno vodi rudarstvo. Mesto je skoraj popolnoma uničila nemška Kriegsmarine 8. avgusta 1943. Mesto so po vojni obnovili. Tradicionalno je Longyearbyen podjetniško mesto, vendar se je večina dejavnosti okoli rudarstva preselila po letu 1990. Po spremembi se je v mestu začel razvijati turizem in prišlo je nekaj znanstvenih raziskav. Z njimi so tudi prišle institucije, kot so Univerzitetni center na Svalbardu, Svalbardska globalna hranilnica semen in Satelitska postaja Svalbard. Del mesta so tudi letališče Svalbard Longyear in Svaldska cerkev, najsevernejša cerkev na svetu. 